# Guaynaa
Jean Carlos Santiago Pérez (Caguas, 30 de septiembre de 1992), conocido por su nombre artístico Guaynaa, es un cantante, compositor y rapero puertorriqueño.

## Biografía

### Primeros años
Su padre, es puertorriqueño y su madre, cubana. Desde niño ha estado vinculado a la música, ya que su padre y su abuelo son cantantes, además de varios familiares con los que siempre cantaba en reuniones con instrumentos típicos puertorriqueños como el cuatro y las maracas. Se reunía con amigos a rapear en las calles como pasatiempo y es amante del género del reguetón, por lo que dejó de seguir su carrera de ingeniero petroquímico, al darse cuenta de que la música era a lo que se quería dedicar.

### Vida personal
El 12 de diciembre de 2020, hizo pública su relación con Lele Pons. Se comprometieron el 31 de julio de 2022, en el Tomorrowland (festival). El 4 de marzo de 2023, contrajeron matrimonio en Miami. Fueron integrantes del cortejo: Anitta, Sebastián Yatra, Kimberly Loaiza, Manuel Turizo, Hannah Stocking, Paris Hilton y Mau & Ricky, entre otros. El 9 de marzo de 2025, anunciaron su embarazo. El 25 de abril, revelaron que sería una niña y el 26 de julio, nació Eloísa.

## Carrera artística

### 2015-2018: Inicios y «Rebota»
El nombre artístico que eligió fue el de Guaynaa, deriva de la palabra guaynabito, que en Puerto Rico, se refiere de forma coloquial a una persona snob y arrogante de clase media-alta que nacen en el municipio de Guaynabo. El cantante decidió adoptar este nombre de forma irónica, ya que nació y creció en el municipio de Caguas, describiéndose como “un reguetonero por dentro y pijo por fuera”.
En sus inicios, empezó a publicar covers en sus cuentas personales de Facebook y YouTube, lo cual derivó en su debut a finales de 2015 con el sencillo doble «La pista está fea / Mothafoca» bajo el seudónimo Janko El Guayna. Ambas canciones publicadas bajo el sello Real Music lo presenta en un estilo más cercano al malianteo, algo que el cantante revela “sólo estaba imitando el estilo de otros artistas en vez de ser yo mismo”. Debido a este fracaso inicial, decidió dejar de cantar bajo un personaje, destacando que el estilo travieso como Guaynaa lo representa más.
A finales de 2017 creó su primer tema musical de éxito en su país, «María Freestyle», el cual trata temas relacionados con las consecuencias del Huracán María a su paso por Puerto Rico. Al año siguiente estuvo grabando nuevamente, incluyendo la publicación de un nuevo sencillo en julio, «Pirateando». A comienzos de diciembre, el cantante decidió hacer una canción de perreo inspirado en «Lento» de Nfasis, siendo compuesta en sólo veinte minutos. La canción, nombrada «Rebota», logró notoriedad a nivel internacional; revelando que una vez terminada, el productor le comentó que sería un éxito. Dentro de la canción, también se hizo viral la palabra mamarre, según el cantante, fueron extraídas de una película jamaiquina, la cual fue luego reproducida por él. Su última canción en el año, «Navidad en Puertorri», tuvo alistando a Samuel del Valle y Joselito Hernández en los coros.

### 2019-presente:BRB Be Right Back
En febrero, estrenó el sencillo «La Stripper», además de apariciones en «Parties de Escuelas» de Karly y Joe, «Machuqueo» de Paulino Rey y «Mi Leona» con Ñejo. Con el éxito desmesurado, fue invitado por Bad Bunny en su concierto X 100Pre Tour en marzo. En junio, firmó con Universal Music Latin Entertainment y Republic Records, con una remezcla de «Rebota» publicado al mes siguiente, incluyendo las voces de Nicky Jam, Sech, Farruko y Becky G. Luego estrenó su sencillo «Chicharrón» junto a Cauty, el cual alcanzó en octubre más de cien millones de reproducciones en YouTube y quince millones en Spotify. La canción fue nominada a los Premios Grammy Latinos de 2020. Por otra parte, el videoclip causó cierto revuelo mediático debido al exceso de twerking por parte de las chicas que aparecen en el. Declaró que al ver que en el reguetón se ha sexualizado mucho a la mujer ahora había que sexualizar al hombre, por lo que estrenó «Buyaka», donde en el video lanzado para YouTube solo aparecen cuerpos de hombres musculosos con toques humorísticos.
En octubre de 2019 viajó a España, donde realizó una colaboración con Mala Rodríguez con el tema «Dame bien». Al mes siguiente, en noviembre, estrenó una colaboración con Yandel, «Full Moon», grabado en Flow Music Studios en Puerto Rico y siendo producido musicalmente por Nesty. Ese mismo mes se lanzó la canción «Plata ta tá», donde colaboró junto a la cantante Mon Laferte, con letras en contra de la represión policial y a favor de la legalización de la marihuana; el 6 de diciembre se lanzó el vídeo musical, en el cual se recrean los cacerolazos de las manifestaciones de Chile, contando con la participación especial de la actriz mexicana Yalitza Aparicio.
A comienzos de 2020, colaboró con la cantante Mariah Angeliq en su sencillo «Taxi», además de aparecer en el vídeo musical dirigido por Cacho Díaz en Miami. Durante su estadía en Los Ángeles, fue grabado y publicado su sencillo solista «Rompe Rodillas», con la producción a cargo del dúo Play-N-Skillz. Su primer EP, BRB Be Right Back, fue estrenado el 30 de mayo, incluyendo dos canciones inéditas, «Mera» y «El Bibí», este último con la participación de Rafa Pabön. El material musical fue certificado disco de oro tanto en Estados Unidos como en su natal Puerto Rico. A comienzos de septiembre, colabora con Lele Pons en «Se te nota», dando a rumores de un noviazgo, siendo confirmado por ambos luego de semanas de especulaciones. Y posteriormente lanza junto a Sebastián Yatra el tema musical «Chica ideal», el cual se basa en el tema «Quiero una chica» de los Latin Dreams.
En enero de 2021, estrenó «Monterrey», combinando ritmos regionales, también presentes en el vídeo musical. También fue incluido en el álbum debut Querencia, de la cantante surcoreana Chungha, apareciendo en el quinto sencillo, «Demente». También aparece en el álbum " La Niña " de Lola Índigo, con la canción "CALLE" junto a Cauty. 
En julio de 2021, la cantante mexicana Gloria Trevi estrenó el primer sencillo «Nos Volvimos Locos» que pertenecerá a su nuevo álbum de estudio y gira internacional. La canción se estrenó en colaboración con Guaynaa.
El 8 de noviembre de 2024, la cantante canaria NIA estrena un sencillo junto al portorriqueño titulado «Vamo' Echando» donde se les puede escuchar cantar salsa.

## Estilo e influencias
En una entrevista con Billboard, el cantante revela que debido a sus abuelos siendo trovadores, solía escuchar desde merengue a salsa, pasando por Elvis Crespo y Charlie Zaa. Con el éxito desmesurado de «Rebota», su estilo lírico satírico fue comparado con las canciones under de DJ Blass y de Residente en sus inicios, en particular «Atrévete-te-te». El propio cantante destaca a Residente como una de sus mayores inspiraciones al hacer Freestyle. Con el estilo jocoso presente en sus rimas, Santiago aclara que no se escuda en una persona, además de haber intentado evocar la época del reguetón de inicios a mediados de los años 2000 presente en Daddy Yankee, Calle 13 o Wisin & Yandel.
Thom Jurek de AllMusic describe al cantante: "Guaynaa no es un revivalista, sino que ve el linaje del reguetón como un terreno fértil para la innovación en la música latina urbana y gran parte del pop latino".

## Discografía
Álbumes de estudio
- 2021: La República
- 2025: Cumbia y amor

Extended plays
- 2020: BRB Be Right Back
- 2024: Aguinaldo

Álbumes colaborativos
- 2023: Capitulaciones (con Lele Pons)

## Premios y nominaciones

### Premios Heat
| Año  | Trabajo nominado | Categoría       | Resultado |
| ---- | ---------------- | --------------- | --------- |
| 2020 | Guaynaa          | Promesa musical | Ganador   |

### Premios Grammy Latinos
| Año  | Trabajo nominado    | Categoría                        | Resultado |
| ---- | ------------------- | -------------------------------- | --------- |
| 2020 | Chicharrón ft Cauty | Mejor Interpretación de reguetón | Nominado  |

### Premios Musa
| Año  | Trabajo nominado              | Categoría       | Resultado |
| ---- | ----------------------------- | --------------- | --------- |
| 2020 | Plata ta tá (con Mon Laferte) | Canción del año | Nominado  |